# Ingeniería romana

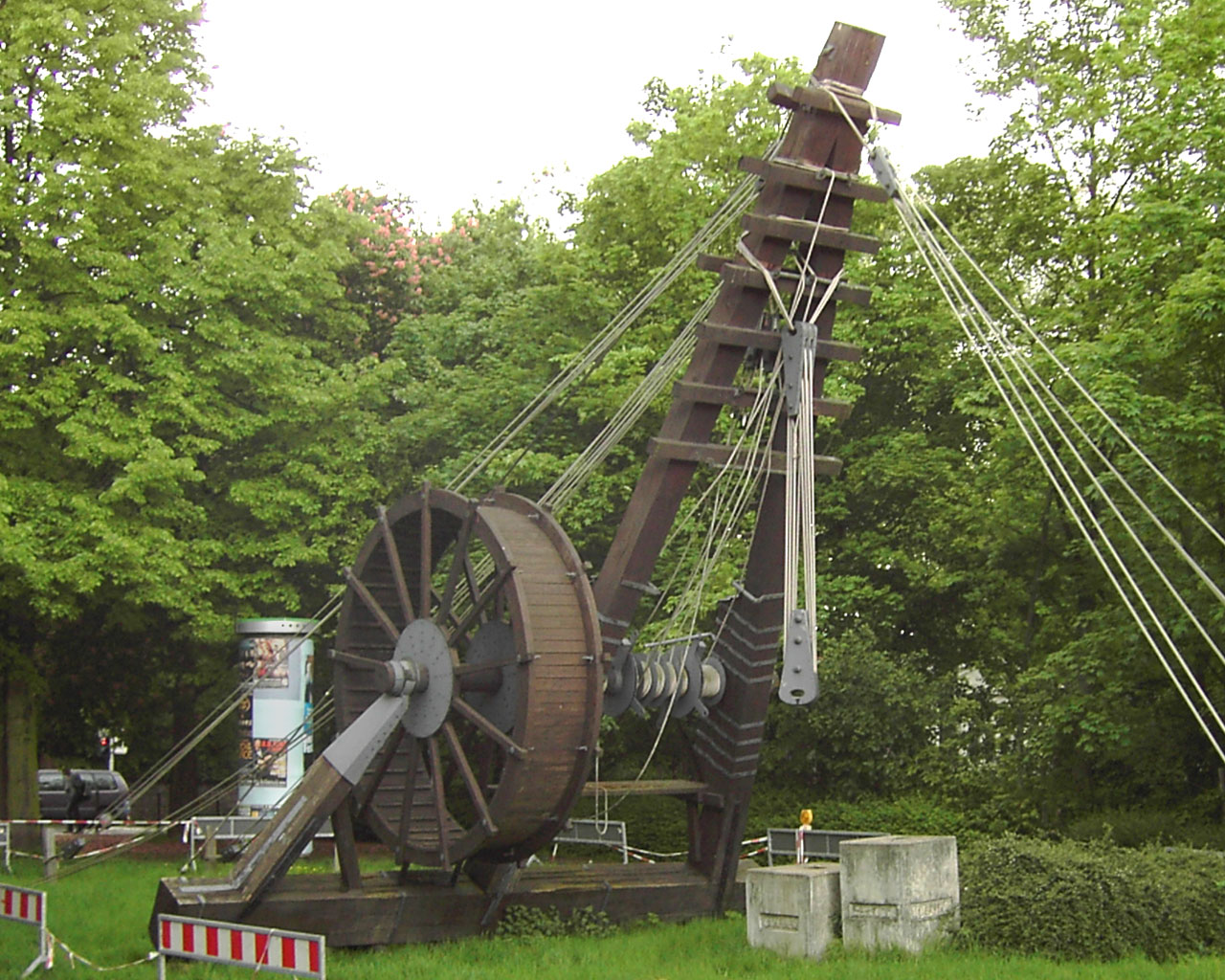
Reconstrucción de una grúa romana en Bonn, Alemania.

La ingeniería romana ha sido admirada durante generaciones a lo largo de los siglos. Algunas de sus invenciones son, sin embargo, en realidad mejoras basadas en ideas o inventos más antiguos.
La tecnología para llevar agua corriente en las ciudades fue desarrollada en la zona oriente, pero los romanos la transformaron de una manera inconcebible para Grecia.
En la arquitectura romana tuvo influencias de griegos y etruscos.
Aunque las vías eran comunes, los romanos mejoraron su diseño y perfeccionaron su construcción de manera que duraron muchos siglos y algunos tramos aún se encuentran al día de hoy en perfecto estado.

## Acueductos

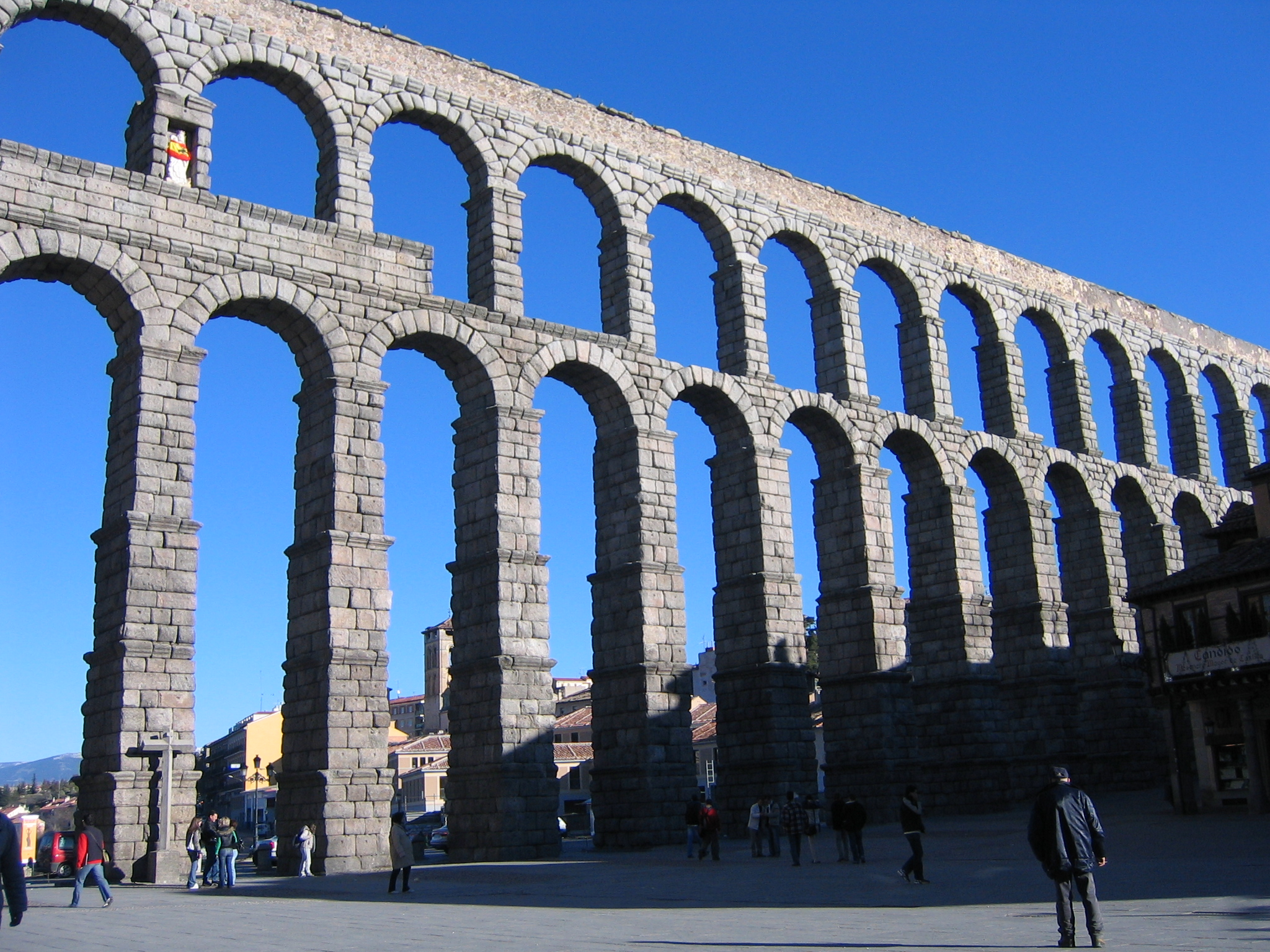
Acueducto de Segovia, en España.

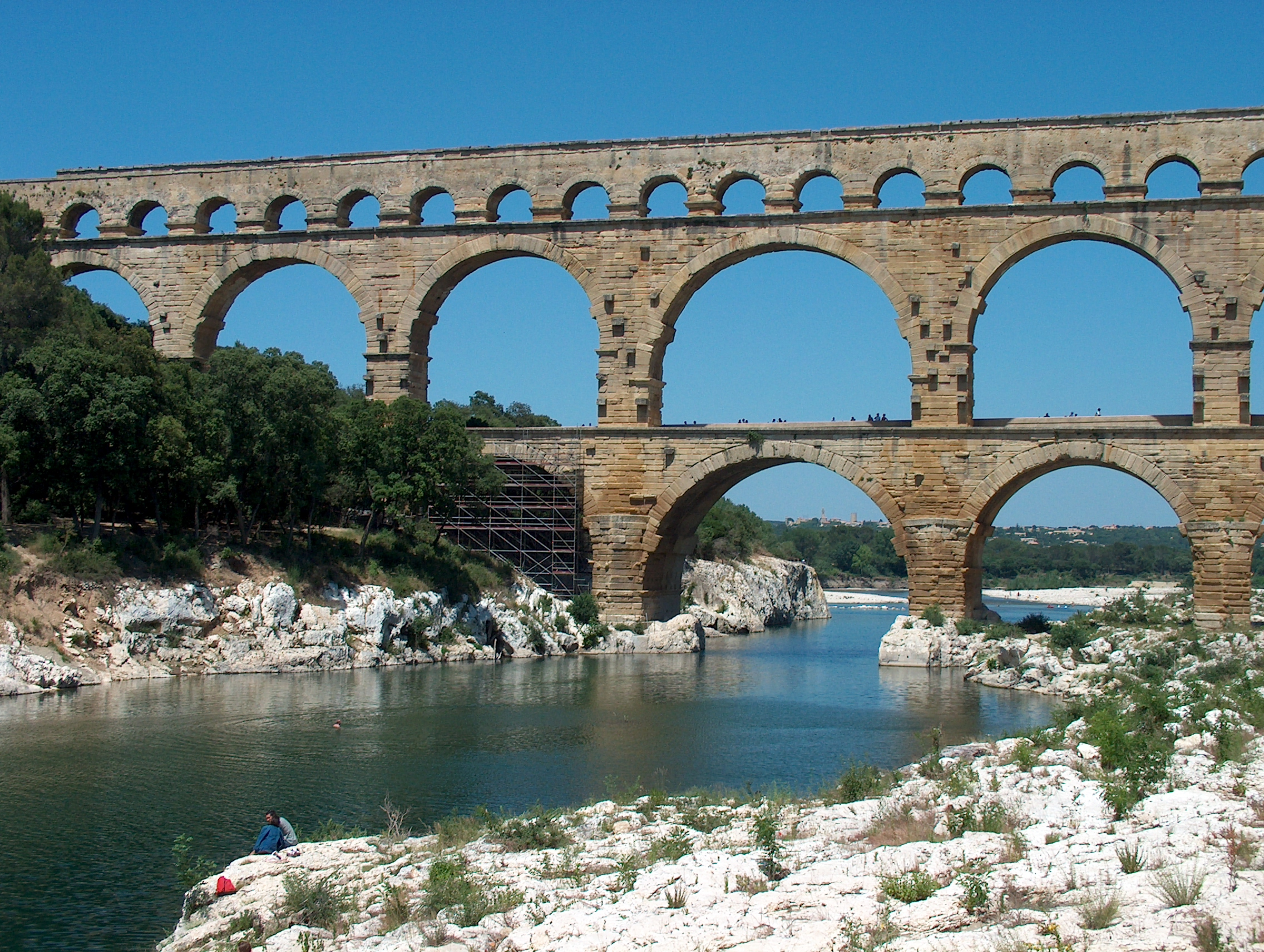
Acueducto de Gard, en Francia.

Catorce acueductos llevaron miles de millones de litros de agua en la ciudad de Roma, y gran parte del agua era para usos públicos. Los acueductos se podían extender durante 100 kilómetros con una disminución del nivel de 300 metros al inicio hasta 60 metros en la llegada. Los ingenieros romanos utilizaban sifones inversores en los casos en los que eran necesarios.
Los romanos fueron los primeros en construir molinos hidráulicos en Occidente. También utilizaron la energía hidráulica en la minería.

## Puentes

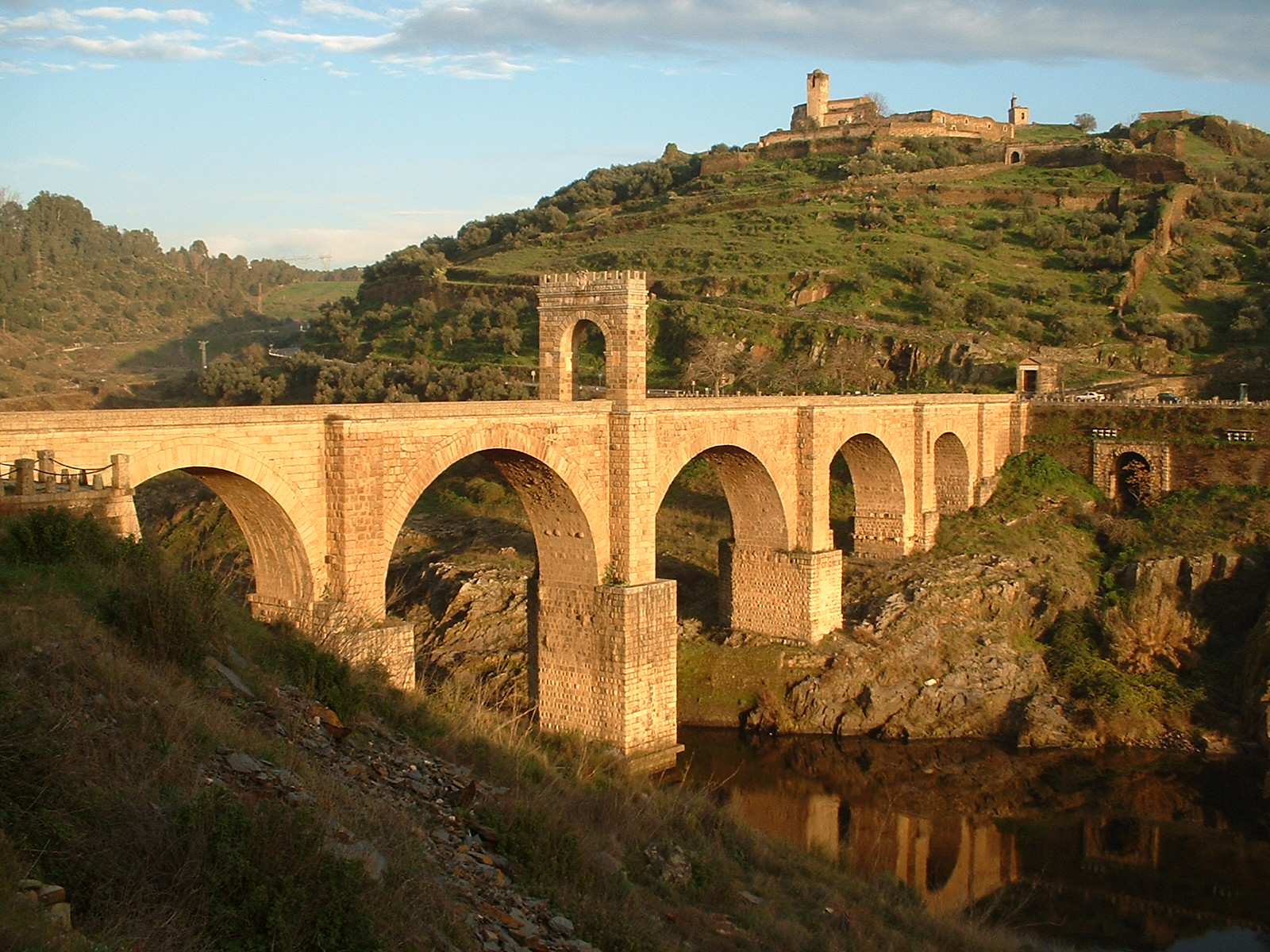
Puente de Alcántara, España.

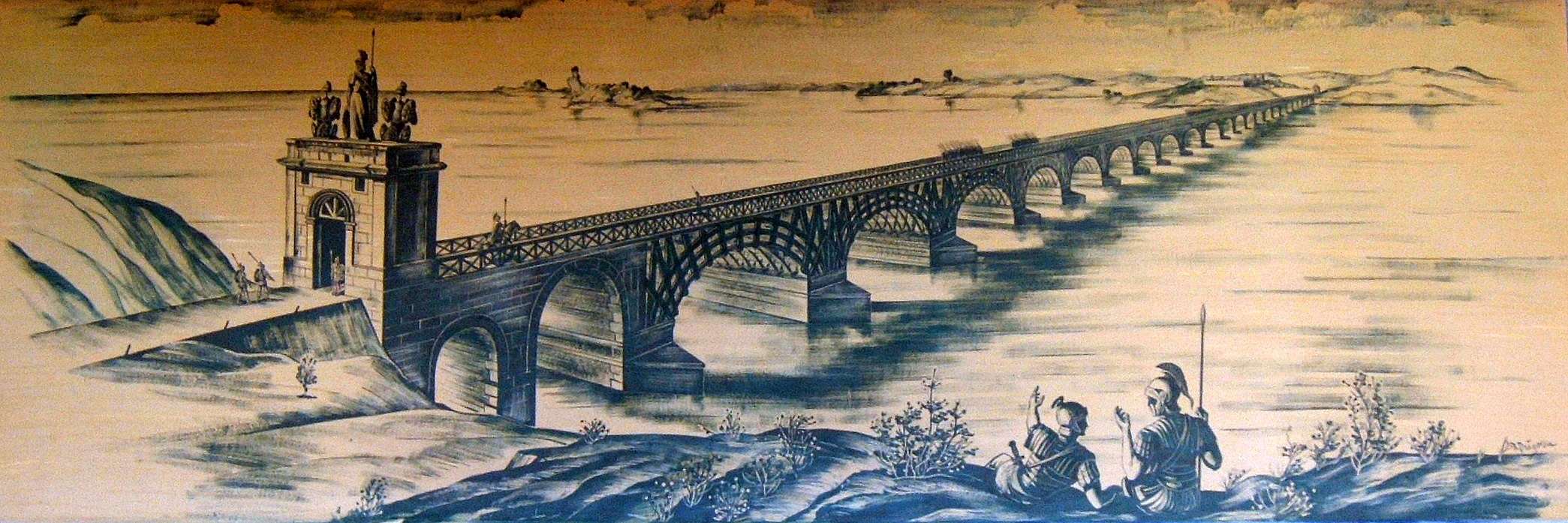
Ilustración del ingeniero Duperrex de cómo debió de ser el Puente de Trajano sobre el Danubio.

Los puentes romanos eran los más largos y resistentes que se habían hecho en el mundo. Estaban hechos de piedras y tenían un arco como estructura básica.

## Embalses
Un ejemplo es el embalse romano de Subiaco en Italia. En Hispania hicieron 72.

## Ingeniería militar

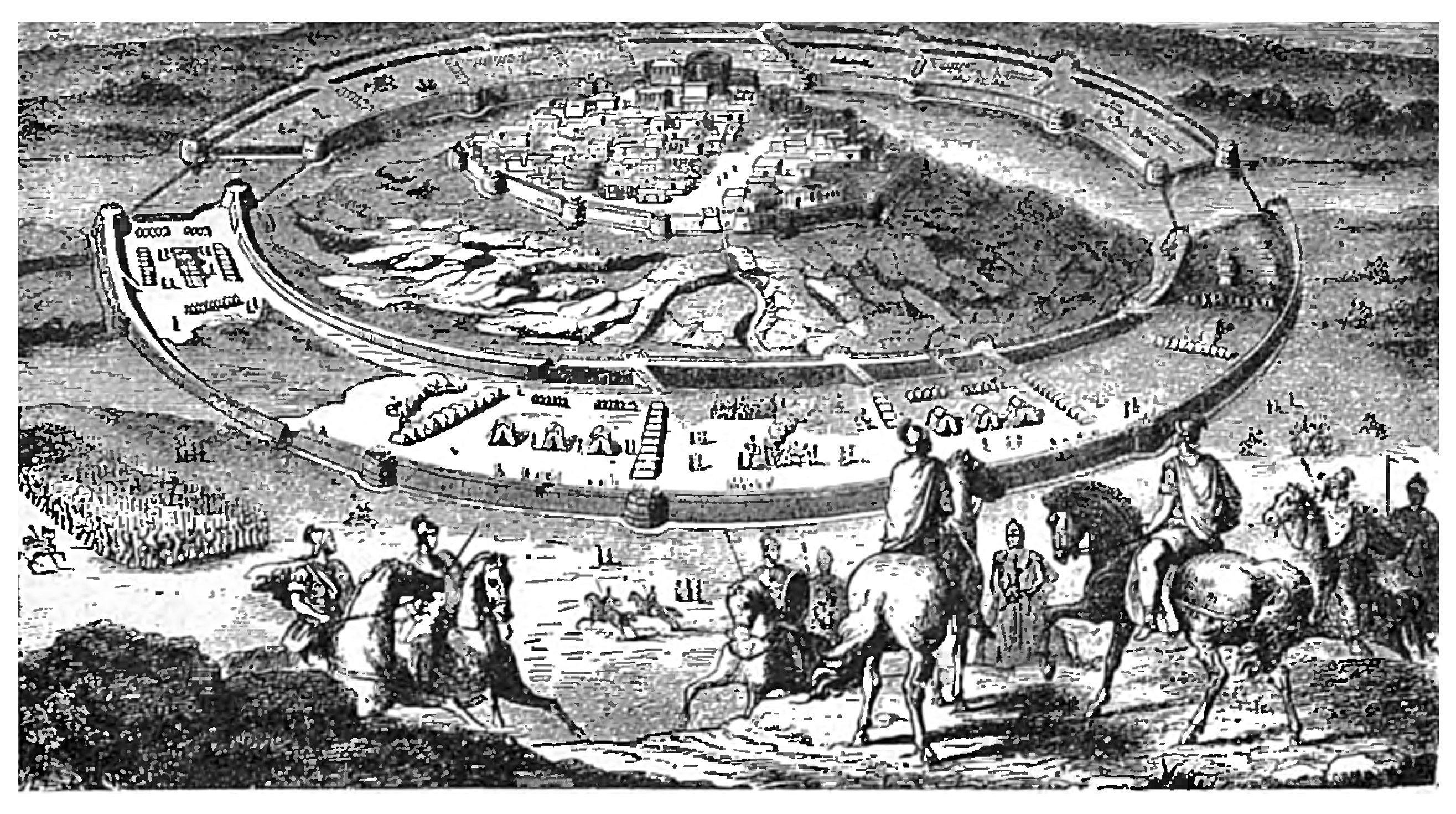
Ilustración de principios del del cerco levantado para el asedio de Numancia.

Los romanos construyeron fuertes, campamentos, puentes, vías y otros equipamientos militares. Julio César hizo construir un puente sobre el río Rin en tan sólo 10 días. El ejército también estaba implicado en la minería.
Al invadir un territorio enemigo, el ejército romano a menudo construía carreteras para permitir el refuerzo, reabastecimiento y el retiro fácil si es necesario. La mayoría de las carreteras romanas fueron compuesta de cinco capas. La capa inferior, llamada pavimentum, era de una pulgada de espesor y de mortero. Por encima de esto había cuatro estratos de mampostería.

## Ingeniería en minas

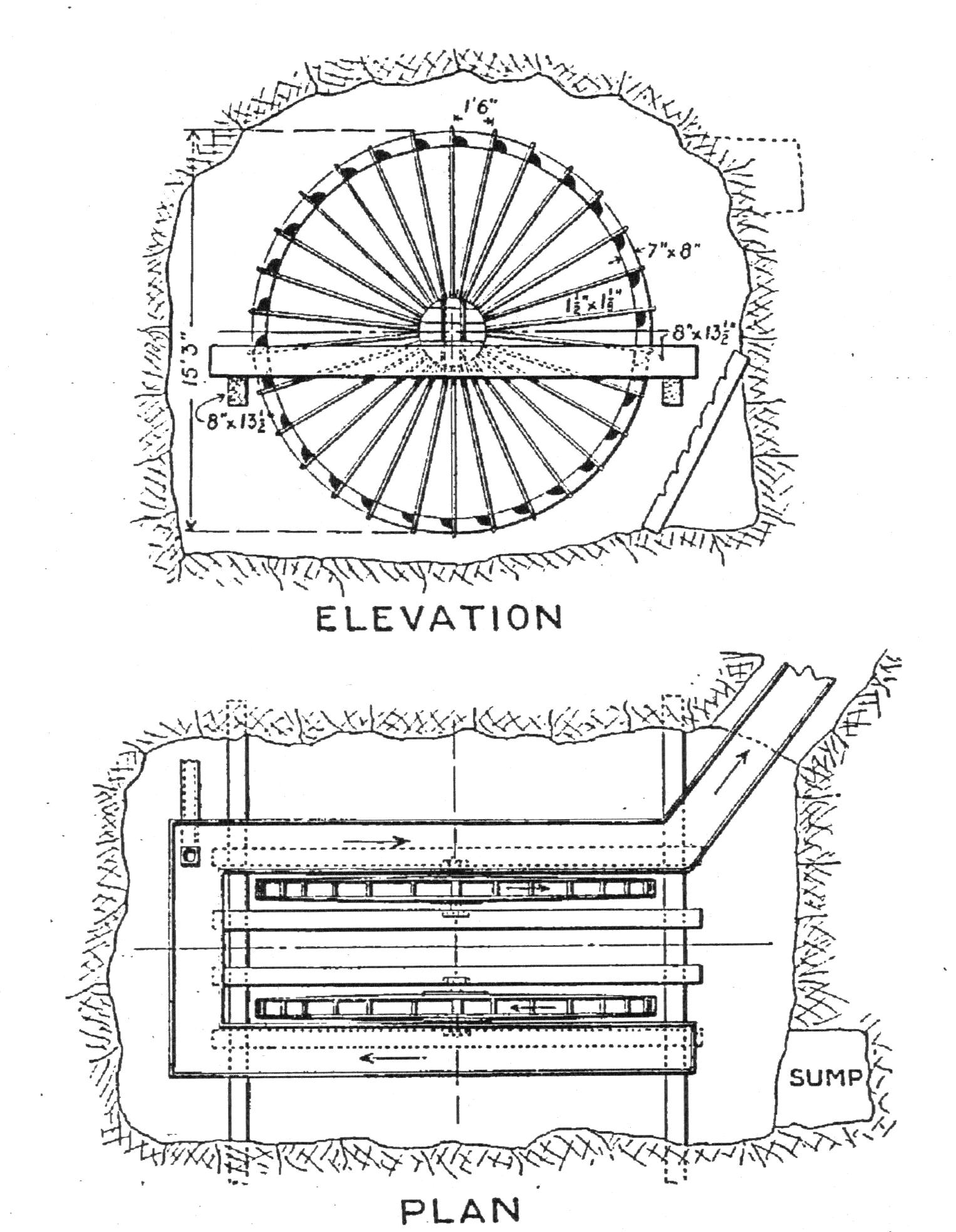
Ruedas de Río Tinto

Esquema de un sistema hidráulico para cortar sillares, encontrado en Hierápolis.

Hay evidencia directa que ellos mecanizarón al menos parte de los procesos de extracción utilizando la energía del agua de las ruedas de agua para moler granos y aserrando madera o piedra, por ejemplo. Un conjunto de dieciséis tales ruedas sobrepasados es todavía visible cerca de Arlés, que data desde el siglo I o posiblemente antes, el agua es suministrado por el acueducto principal de Arlés. También utilizaron la rueda inversa para drenar las minas inundadas como es un conjunto múltiple de estas ruedas que se han encontrado en España en las minas de cobre de Río Tinto.

## Metalurgia
Para separar el oro y la plata, los romanos granulaban la aleación vertiendo el metal líquido en agua fría y entonces fundian los gránulos con sal, separando así el oro del cloruro de plata. Usaron un método similar para extraer la plata del plomo e introdujeron el uso de crisoles de cerámica para fundir metales.
Los metales conocidos entonces por los romanos eran: oro, plata, cobre, estaño, plomo, hierro y mercurio, se complementan con las aleaciones: bronce y latón, resultando una base amplia para la fabricación de todo tipo de objetos. La escultura de bronce constituye uno de los apartados más representativos de Roma.
Muchos de sus métodos metalúrgicos y de minas sobrevivieron en la Edad Media y fueron descritos por Georgius Agricola.